# Aiko Kayō
Aiko Kayō (嘉陽 愛子?, Kayō Aiko; Kanagawa, 11 dicembre 1985) è una cantante e idol giapponese.

## Carriera
Aiko Kayō debutta nel 2001 per le audizioni per la quinta generazione delle Morning Musume ma viene scartata dal gruppo delle 9 finali.
Successivamente pubblica 12 singoli e 2 album sotto l'etichetta indipendente giapponese Avex Trax.
Nel dicembre 2003 pubblica il suo primo singolo Hitomi No Naka No Meikyuu, seguito da altri 8, prima dell'uscita del suo album d'esordio Dolce, pubblicato nel marzo del 2006.
Il suo secondo album, Pop, viene pubblicato nel giugno 2007.

## Discografia

### Album
- 2006 – Dolce
- 2007 – Pop

### Singoli
- Hitomi No Naka No Meikyuu
- Aishite no Motto
- Fantasy
- Ienai Kotoba
- ring!Ring!!RING!!!
- Traveller
- Kokoro No Wakusei ~Little Planets~
- Kanojo Wa Gokigen Naname
- Hold On To Love
- ☆HOME MADE STAR☆ ~Aiko Kayo No Theme
- Cosmic Cosmetics
- Yuuki No Chikara